# Iosif Mușat
Iosif Mușat (n. secolul al XIV-lea – d. 1415) a fost primul ierarh al Moldovei. Era probabil fiul Margaretei Mușat. Venea din Dinastia Mușatinilor, tatăl său fiind probabil soțul Margaretei, Costea Voevod. Era rudă apropiată cu Petru Mușat și cu Alexandru cel Bun. Se spune că ar fi luat parte la ungerea ca domn a lui Alexandu cel Bun în 1400.

## Viața monahală
Încă din tinerețe și-a închinat viața lui Hristos la Mănăstirea Neamț. S-a făcut preot și a ajuns egumen la Neamț. La propunerea domnului Petru Mușat fost hirotonit de mitropolitul Haliciului, Antonie, episcop al Cetății Albe, însă nu durase mult, fiindcă patria ecumană a refuzat să-l recunoască, așa ca Iosif s-a retras la Mănăstirea Neamț și după la Mănăstirea Bistrița. La urmă se stabilește la o mânăstire la Boiștea lângă Târgu Neamț, unde învăța și apăra dreapta credință împotriva prozelitismului catolic. La 26 iulie 1401, cu ajutorul lui Alexandru cel Bun, el este recunoscut de Patriarhia Constantinopolului ca părinte și întâi stătător pe scaunul Mitropoliei Moldovei. A fost mitropolit de aproape 15 ani. Primul lucru pe care l-a făcut a fost să-l sfătuiască pe Alexandu cel Bun să aducă de la Cetatea Albă la Suceava moaștele Sfăntului Mucenic Ioan cel Nou. El însuși a mers în frunte cu voievodul cu preoți și mult popor. A așezat moaștele în Biserica Mirăuți din capitala Moldovei. Mitropolitul Iosif a reînnoit ctitoria părințiilor săi, unde a închinat o icoana a Maicii Domnului pe care a primit-o în dar de la Bizanț. De asemenea, lpa sfătuit pe Alexandru cel Bun să zidească din nou mănăstirile Bistrița și Moldovița. La 7 ianuarie 1407 a unit cele două mănăstiri voievodale, Neamț și Bistrița, și l-a numit pe ucenicul său, arhimandritul Dometian, ca egumen. Tot la îndemnul său, Dometian a scris egumenul Mănăstirii Bistrița, care se păstrează până azi. În 1415 mitropolitul Iosif a murit bătrân și a fost îngropat la Mănăstirea Bistrița, unde a fost descoperit în 1975.